# Mike Reese
Michael P. Reese (Mount Pleasant, 7 de marzo de 1978 - Greensburg, 2 de enero de 2021) fue un político estadounidense, miembro republicano de la Cámara de Representantes de Pensilvania durante seis períodos. Se desempeñó en los Comités de Comercio y Niños y Jóvenes de la Cámara.

## Primeros años
Reese nació en Mount Pleasant y se graduó de Mount Pleasant Area High School. Luego pasó a la Universidad de Duquesne, donde se graduó con una licenciatura en educación secundaria con especialización en historia. Reese obtuvo una maestría en administración de empresas de la Universidad de Seton Hill en 2004.

## Carrera
Antes de su elección a la Cámara, Reese trabajó en la oficina de admisiones de la Universidad de Pittsburgh en Greensburg. También trabajó en Westmoreland County Community College, como miembro de la facultad de la división comercial. Justo antes de su primer mandato como representante estatal, Reese fue subdirector de administración financiera del condado de Westmoreland. Se desempeñó como secretario del Caucus Republicano de la Cámara de Representantes de Pensilvania para la sesión 2019-2020 y había sido elegido para servir como presidente del caucus en 2021 antes de su fallecimiento.

## Vida personal
Falleció el 2 de enero de 2021 de un aparente aneurisma cerebral. A principios de diciembre de 2020, anunció que le habían diagnosticado COVID-19.